# Jackie Moreland
Jack Wade "Jackie" Moreland, né le 11 mars 1938 à Minden, en Louisiane, et mort le 19 décembre 1971 à La Nouvelle-Orléans, est un ancien joueur américain de basket-ball.

## Biographie

### Jeunesse
Moreland était l'un des sept enfants de James Burgess "Jimmy" Moreland (1891-1974), originaire d'Arcadia dans la paroisse de Bienville dans le nord-ouest de la Louisiane, et de Lucille Wade (1902-1994), originaire de la paroisse voisine de Claiborne. Son frère aîné, Lloyd Winston Moreland (1928-2002), qui était un électricien, est enterré à côté de sa femme,  Betty Virginia Almond (1931-2007) au cimetière d'Arlington à Homer, où le couple avait résidé. Ses autres frères et sœurs étaient Ralph Moreland (1935-2016) de Rogers, Arkansas, Edd Moreland d'Union City, Tennessee, Joe Moreland de Ruston, Juanita McAdoo de Shreveport et Marlene Gill de Houston, Texas.

### Carrière universitaire

#### Recrutement, semestre à North Carolina State
Jackie Moreland était l'une des recrues de basket-ball les plus recherchées du pays. Kentucky, Texas A&M, North Carolina State et Centenary College cherchaient tous les services de Moreland. Tous sauf Centenary ont finalement reçu une probation de la NCAA pour des infractions liées au recrutement de Moreland. Bien qu'il ait certainement été mis à profit dans une certaine mesure, "Moreland n'était pas non plus sans blâme", a rapporté l' entraîneur A&M Ken Loeffler (dans un article du magazine SPORT par le célèbre journaliste atlantien Furman Bisher en 1957) que la première chose que Moreland lui a dite quand il est arrivé à l'Université pour une visite du campus était "Quelle est l'offre ?". Moreland a décidé de s'inscrire à North Carolina State, mais n'a jamais joué un match avec les Wolfpack. North Carolina State aurait offert à Moreland de l'argent et des cadeaux, dont 1000 dollars en espèces, des frais de voyage et une bourse d'études en médecine de 7 ans pour sa petite amie afin de l'inciter à fréquenter l'université. Moreland a été déclaré inéligible à North Carolina State pendant un an après que des violations de recrutement impliquant Moreland et l'université aient été découvertes.
Moreland est devenu un joueur américain à trois reprises aux Bulldogs de Louisiana Tech de Ruston sous la direction de l'entraîneur Cecil C. Crowley.
Ses 1419 points à l'Université étaient le quatrième total de points le plus élevé de l'histoire de Louisiana Tech, bien qu'il n'ait joué que trois ans, au lieu des quatre années habituelles pour les Bulldogs. Il a complété trois ans et demi à Tech, obtenant son baccalauréat de sciences en génie civil . Moreland était également un Letterman pendant trois ans pour l'équipe de baseball de Louisiana Tech de 1958 à 1960.

#### Saison 1957-1958
Après avoir fréquenté North Carolina State pendant un semestre, Moreland fut transféré à Louisiana Tech, où il joua à la Conférence des États du Golfe. Moreland mena Louisiana Tech aux points et aux rebonds alors que son équipe obtint une fiche de 15-10 lors de sa première année avec les Bulldogs. Il fut nommé 2e équipe All-American de l'UPI et membre de l'équipe de la Conférence All-Gulf States.
Au cours de la saison, Moreland établit de nombreux records de points et de rebonds en un seul match et une seule saison. En 25 matchs, il marqua 602 points, ce qui constitue toujours le record du plus grand nombre de points par un freshman de Louisiana Tech en une seule saison. Moreland saisit également 348 rebonds en 1957-1958, un record qu'il battit la saison suivante. Il a également établi des records de première année pour la plupart des buts sur le terrain (218), des tentatives de panier (518), des lancers francs effectués (166) et des tentatives de lancers francs (218).
Le 10 décembre 1957, Moreland marqua 43 points contre Arkansas Tech, un record de Louisiana Tech qui n'a été battu que lorsque Mike Green a marqué 47 points contre Lamar le 22 janvier 1973. Il établit également des records en un seul match cette nuit-là pour la plupart des lancers francs effectués (19), et les lancers francs tentés (21) pour n'importe quel joueur de Louisiana Tech. Une semaine plus tard contre l'est du Nouveau-Mexique, il marqua 41 points, ce qui était le deuxième total le plus élevé d'un joueur Tech en un seul match. Il a également établi des records en un seul match pour la plupart des tirs sur le terrain (19) et des tentatives de tirs sur le terrain (33) qui se sont tenus jusqu'à ce que Mike Green batte les deux records au cours de la saison 1972-1973.

#### Saison 1958-1959
La deuxième saison de Moreland à Louisiana Tech entraîna un plus grand succès pour l'équipe des Bulldogs et plus d'honneurs individuels pour Moreland. Il mena les Louisiana Tech Bulldogs la deuxième saison à 20 victoires de l'histoire de l'équipe. Les Bulldogs terminèrent la saison avec une fiche de 21-4, trois victoires dans la Gulf South Classic contre William & Mary, la Northwestern State University à Natchitoches, en Louisiane et Virginia Tech, et le titre de la Conférence des États du Golfe. Moreland fut nommé UPI Small College All-American (1re équipe) et membre de l'équipe de la conférence All-Gulf States, marquant la deuxième année consécutive où il reçut les honneurs All-American et All-GSC. Pour une deuxième saison consécutive, Moreland mena les Bulldogs aux points (528) et aux rebonds (468). Son total rebondissant pour la saison 1958-1959 est toujours le record de tous les temps pour un joueur Tech en une seule saison.

### Carrière NBA et ABA
Moreland est le seul diplômé de Minden High School à avoir jusqu'à présent joué dans la National Basketball Association. Il fut sélectionné par les Pistons de Detroit en 4e position de la draft 1960 de la NBA où il y joua jusqu'en 1965. Il était le quatrième choix sélectionné au total, après Oscar Robertson, Jerry West et Darrall Imhoff. De 1967 à 1970, il joua pour les New Orleans Buccaneers en ABA. Ses 5030 points marqués au cours de sa carrière au lycée, se classent toujours au 4e rang des points jamais marqués au basket-ball au lycée.

### Retraite et décès
En 1970, Moreland déclara qu'il n'avait "aucun regret" concernant ses huit années de carrière sportive malgré les problèmes de recrutement. "J'ai reçu une bonne éducation, j'étais un choix n ° 4 à la draft chez les pros, et j'ai eu une bonne carrière de basket-ball professionnelle". 
Après avoir pris sa retraite du basket-ball, il fut ingénieur de projet sur le Louisiana Superdome à La Nouvelle-Orléans, après avoir été employé l'année précédente par le laboratoire Shilstone.
En août 1971, Moreland, à l'âge de 33 ans, eut de graves douleurs à l'estomac et reçut un diagnostic de cancer du pancréas. La maladie se propagea au foie, à l'estomac et dans tout son corps. Les factures médicales grimpèrent en flèche et des amis de tout l'État et de Detroit contribuèrent à un fonds pour soutenir la jeune famille.
Moreland mourut dans une douleur intense le 19 décembre 1971 dans la nouvelle maison familiale de La Nouvelle-Orléans. Il laisse dans le deuil son épouse, Jeanette «Jenny» Woodard (née le 14 août 1939), championne de nage, candidate à la beauté, chanteuse / danseuse et diplômée en 1957 du lycée Minden ; deux enfants, Jennifer "Jenna" Moreland Litschewski (née en 1961) et James Steven "Jamie" Moreland (né en 1965) de Shreveport. Kerry B. Garland du Minden Press-Herald commenta : "La cloche de la victoire reste silencieuse à Minden aujourd'hui ; le héros est mort. La finalité inexorable du cancer a humilié Jackie Moreland ; quelque chose qu'aucun athlète ne pouvait faire."
Les services eurent lieu dans la première église baptiste de Minden. Moreland fut enterré avec ses parents au cimetière de Bethléem entre Minden et Homer, en Louisiane. Jeanette Moreland épousa par la suite la figure politique de l'État Edward Kennon, neveu de l'ancien gouverneur Robert F. Kennon, dont elle divorça ensuite.
Moreland fut intronisé à titre posthume au Louisiana Basketball Hall of Fame lors de cérémonies tenues à Natchitoches. Sa veuve, remariée depuis, accepta le prix pour la famille.
Moreland fut inscrit en tant que membre fondateur du Louisiana Tech University Athletic Hall of Fame (en) en 1984. La Louisiana Tech University maintient un fonds de bourses d'études Jackie Moreland.